# Lincoln Boulevard
Lincoln Boulevard – ulica w hrabstwie Los Angeles biegnąca w pobliżu wybrzeża Oceanu Spokojnego w kierunku północnowschodnim / południowozachodnim. Przebiega przez następujące położone nad oceanem dzielnice i miasta wchodzące w skład hrabstwa Los Angeles: Santa Monica, Venice, Marina del Rey, Playa Vista i Westchester. Zaczyna się przy San Vicente Boulevard w Santa Monica kończy przy Międzynarodowym Porcie Lotniczym w Los Angeles (LAX). Długość Lincoln Blvd. to ok. 13 km.
Przy Lincoln Blvd. położona jest jedna z najważniejszych uczelni Los Angeles – Loyola Marymount University (LMU).